# Sisymbrium afghanicum
Sisymbrium afghanicum är en korsblommig växtart som beskrevs av Alexander Gilli. Sisymbrium afghanicum ingår i släktet gatsenaper, och familjen korsblommiga växter. Inga underarter finns listade i Catalogue of Life.